# Golubye Dali
Golubye Dali (en ruso: Голубы́е Да́ли) es un microdistrito perteneciente al distrito de Ádler de la unidad municipal de la ciudad-balneario de Sochi del krai de Krasnodar del sur de Rusia. 
Está situado sobre una pequeña colina junto a la costa del mar Negro, en la línea divisoria de aguas entre el río Jerota y el arroyo Izvestinski. Está separado de la playa por la línea ferroviaria Tuapsé-Sujumi, la estación de Ádler y el depósito de vagones de la estación. 
La principal calle de la localidad es la calle Golubye Dali.

## Historia
La localidad fue incluida como mikroraión de la ciudad de Sochi en 1961. La construcción masiva comenzó en la década de 1970 y continuó en la de 1980 y en la de 2010. En él se construyeron numerosos alojamientos y sanatorios.

## Lugares de interés
En la zona de la escuela hay un monumento a los soldados caídos en la Gran Guerra Patria entre 1941-1945.
En la localidad se construyó una iglesia ortodoxa de madera en el estilo antiguo ruso dedicada a San Espiridón. Cerca de Goubye Dali, en Kurortni Gorodok, se halla el Oceanario de Sochi desde 2009 y el Delfinario de Sochi desde 1997.